# Grotta delle Palombe
La grotta delle Palombe è una cavità reogenitica di frattura sviluppatasi all'interno dei Monti Rossi (cono eccentrico del vulcano Etna), durante l'eruzione del 1669. 

## Esplorazione
Nel 1823, Mario Gemmellaro in compagnia dell'inglese John Marshall, si impegnò per primo in una pericolosa discesa nella grotta, spingendosi fino 120 m di profondità sotto i Monti Rossi e lasciandovi alla fine una lapide ancora lì fissata e sulla quale si legge la seguente iscrizione: 
(Mario Gemmellaro, 1823)

## Interesse storico
Durante l'eruzione del 1669 si aprirono nuove bocche, che nel corso del tempo formarono i Monti Rossi, e la lava raggiunse la città di Catania distruggendola parzialmente.

## Descrizione
La cavità si apre all'interno di uno dei coni formatisi in prossimità dei Monti Rossi. Questa cavità lasciata dal magma che rifluiva all'interno della frattura del predetto cono è oggi visitabile ma solo da speleologi esperti (diversi salti verticali separano l'accesso dal fondo: 17, 7, 37 m; fino ad un tratto ultimo in risalita).
Un pozzo profondo 8 m dà accesso ad una prima sala delle dimensioni di 5 m per 15. In fondo a questa sala si trova un pozzo profondo 3 m che conduce ad un cunicolo in forte pendenza lungo 15 m che termina in una sala più piccola della precedente sovrastante un pozzo profondo 17 m. Dalla base di questo pozzo si segue la frattura eruttiva per circa 60 m in direzione sud. Si prosegue attraverso un passaggio situato a 6 m di altezza, raggiungibile con una scaletta che si può fissare ad uno spuntone roccioso. 
Attraverso questa apertura si perviene ad un tratto della cavità dove le pareti si presentano integre e distanti tra loro un paio di metri. Poco più avanti si nota un crollo a carico della parete occidentale. Conseguenza del crollo è la formazione di una sala ad un livello superiore, per raggiungere occorre risalire il fronte del materiale franato superando un salto di 6 m su blocchi instabili. Dalla sala si segue per 25 m un ripido pendio di materiale incoerente. Successivamente si può seguire ancora per 75 m la frattura che si presenta nuovamente integra ed in graduale restringimento sino ad occludersi.

## Interesse scientifico
All'interno della cavità si trovano diversi apparecchi di misura tra cui un sismografo.